# Telemechanika
Telemechanika – dziedzina telekomunikacji zajmująca się przesyłaniem sygnałów sterujących na odległość. Telemechanika stanowi zespół urządzeń do zbierania niezbędnych informacji o stanie sieci, które jednocześnie umożliwiają zdalne sterowanie z centrum dyspozytorskiego określonego szczebla. Układy telemechaniki umożliwiają:
- telepomiary,
- telesygnalizację,
- telesterowanie,
- teleregulacja.

We wszystkich systemach telemechaniki można wyróżnić część obiektową znajdującą się w stacji oraz część znajdującą się w centrum dyspozytorskim (ośrodku prowadzenia ruchu). Często część obiektowa jest określana jako podsystem obiektowy lub sterownik obiektowy, natomiast część znajdująca się w centrum dyspozytorskim, jako podsystem centralny (dyspozytorski).